# Abderrahmane Mansouri
Abderrahmane Mansouri (13 januari 1995) is een Algerijns wielrenner die anno 2018 rijdt voor Sharjah Pro Cycling Team.
In 2016 nam Mansouri deel aan de wegwedstrijd op de Olympische Spelen in Rio de Janeiro, maar reed deze niet uit.

## Overiwinningen
2012
 Algerijns kampioen tijdrijden, Junioren
 Algerijns kampioen op de weg, Junioren
2013
 Algerijns kampioen tijdrijden, Junioren
 Algerijns kampioen op de weg, Junioren
2014
 Arabisch kampioen op de weg, Elite
2015
Jongerenklassement Ronde van Sétif
2e etappe Ronde van Constantine
 Algerijns kampioen op de weg, Elite
 Algerijns kampioen op de weg, Beloften
Jongerenklassement Ronde van Burkina Faso
2016
Jongerenklassement Ronde van Annaba
1e etappe Ronde van Senegal
Jongerenklassement Ronde van Senegal
Eindklassement Ronde van Tunesië
 Algerijns kampioen op de weg, Elite

## Ploegen
- 2014 –  Vélo Club Sovac (vanaf 1-8)
- 2015 –  Vélo Club Sovac (tot 30-6)
- 2016 –  Sharjah Team
- 2018 –  Sharjah Pro Cycling Team

Amari · Barbari · Baz · Benoua · Benrais · Bouzidi · Dahmane · S.A.Fellah · A.Fellah · Hadjbouzit · F.Hamza · A.Hamza · Mansouri · Merdj · Saada
Abelouache · A. Al Ali · M. Al Ali · Almansoori · Holovasj · Lahsaini · A. Mansouri · O. Mansouri · Mayouf